# Het sterrenkind
Het sterrenkind is het zevende stripalbum uit de Thorgal-reeks. Het is een op zichzelf staand album dat uit drie korte verhalen bestaat die eerder in het stripblad Tintin/Kuifje verschenen: De verloren drakker,  De talisman en Het metaal dat niet bestaat,  respectievelijk in 1981, 1982 en 1983. Het album werd voor het eerst uitgegeven bij Le Lombard in 1984 en is getekend door Grzegorz Rosiński met scenario van Jean Van Hamme.

## De verhalen

### De verloren drakker
Hierin wordt een baby door de vikinghoofdman, Leif Haraldson, op een geheimzinnig vlot aangetroffen. Het kind blijkt echter geen kind zoals alle andere, maar de zoon van Aegir, de god van de oceaan of dat denken de Vikingen althans.

### Het metaal dat niet bestaat
Hierin gaat een dwerg genaamd Tjadzhi op zoek naar het metaal dat niet bestaat. Hij moest dit omdat de vader aller dwergen, Ivaldir, een partijtje dammen had verloren van de slang Nidhogg. De inzet was aanvankelijk de naam van de verliezer, maar omdat men niet kan sterven noch leven zonder naam besluit de slang ook akkoord te gaan met het metaal dat niet bestaat. Na veel omzwervingen en gevaren getrotseerd te hebben vindt Tjadzhi dit metaal eindelijk rond de nek van de jonge Thorgal die dit als een soort juweel bij zich draagt en samen brengen ze het naar het land van de dwergen. Op weg daarnaartoe ontmoeten ze de reus Hjalmgunnar, de slangenvampiers, de gevleugelde katten van Frigg en ten slotte deze godin zelf. Op het einde van het verhaal wordt Aaricia geboren met twee parels in de vorm van tranen in de palm van haar hand.

### De talisman
Dit gaat over de tocht van de tiener Thorgal naar de god die tussen de mensen is komen wonen. Bij hem wil Thorgal te weten komen wie zijn echte vader is. Samen met de god kijkt hij met behulp van een psychoseiner in het verleden. Zo ontdekt hij wie zijn ouders en grootouders waren en wat er aan boord van het ruimteschip van zijn ouders gebeurde. Als clou van het verhaal blijkt de god (Xargos) zijn grootvader te zijn.